# Liste des épouses des souverains russes
Cet article dresse la liste des épouses des grands princes, tsars et empereurs de Russie, elles-mêmes titrées grandes-princesses, tsarines et impératrices de Russie. Les épouses des grands princes de Kiev et de Vladimir ne sont pas listées ici en raison de la rareté des sources.

## Riourikides (1283-1598)

### Grandes-princesses de Moscou (1283-1547)
| Portrait | Nom (dates)                                                                          | Époux                                                   | Titres                                                                                               | Eléments biographiques |
| -------- | ------------------------------------------------------------------------------------ | ------------------------------------------------------- | --- | --- |
|          | Maria                                                                                | - Daniel de Moscou                                      | - Grande-princesse de Moscou                                                                         | - Mère de Iouri III de Moscou et d'Ivan Ier Kalita.                                                                                                |
|          | Konchaka-Agafia (? - 1318)                                                           | - Iouri III de Moscou (mariage en 1316)                 | - Grande-princesse de Moscou (1316 - 1318)                                                           | - Fille de Constantin de Riazan. |
|          | Helena (? - 1er mars 1331)                                                           | - Ivan Ier Kalita                                       | - Grande-princesse de Moscou (? - 1331)                                                              | - Mère de Siméon Ier le Fier et d'Ivan II Ivanovitch.                                                                                              |
|          | Alexandra ou Ulyana (? - 1366/72)                                                    | - Ivan Ier Kalita (mariage en 1332)                     | - Grande-princesse de Moscou (1332 - 1340)                                                           | |
|          | Augusta Anastasia de Lituanie Айгуста Анастасия Гедиминовна (1316/21 - 11 mars 1345) | - Siméon Ier le Fier (mariage en 1333)                  | - Grande-princesse de Moscou (31 mars 1340 - 11 mars 1345)                                           | |
|          | Eupraxia de Smolensk Евпраксия Фёдоровна                                             | - Siméon Ier le Fier                                    | - Grande-princesse de Moscou (? - 1346)                                                              | |
|          | Maria Alexandrovna de Tver Мария Александровна                                       | - Siméon Ier le Fier                                    | - Grande-princesse de Moscou (? - 27 avril 1353)                                                     | |
|          | Alexandra Vassilievna Veliaminova Александра Ивановна (? - 1364)                     | - Ivan II Ivanovitch (mariage en 1345)                  | - Grande-princesse de Moscou (27 avril 1353 - 13 novembre 1359)                                      | - Mère de Dimitri Ier Donskoï. |
|          | Eudoxie de Souzdal Евдокия Дмитриевна (? - 7 juillet 1407)                           | - Dimitri Ier Donskoï (mariage le 18 janvier 1367)      | - Grande-princesse de Moscou (18 janvier 1367 - 19 mai 1389)                                         | - Princesse riourikide. Fille de Dimitri III Constantinovitch. - Mère de Vassili Ier Dmitrievitch et de Iouri IV.                                  |
|          | Sophie de Lituanie Софья Витовтовна (1371 - 13 juillet 1453)                         | - Vassili Ier Dmitrievitch (mariage le 21 janvier 1391) | - Grande-princesse de Moscou (21 janvier 1391 - 27 février 1425) - Régente de Moscovie (1525 - 1433) | - Princesse riourikide. Fille de Vytautas le Grand. - Mère d'Anne de Moscou et de Vassili II de Moscou.                                            |
|          | Marie de Borovsk Мария Ярославна (1418 - 4 juillet 1484)                             | - Vassili II de Moscou (mariage le 8 mars 1433)         | - Grande-princesse de Moscou (8 mars 1433 - 27 mars 1462)                                            | - Princesse riourikide. Fille de Iaroslav Vladimirovitch. - Mère d'Ivan III de Moscou.                                                             |
|          | Marie de Tver Мария Борисовна (1442 - 22 avril 1467)                                 | - Ivan III de Moscou (mariage le 4 juin 1452)           | - Grande-princesse de Moscou (27 mars 1462 - 22 avril 1467)                                          | - Princesse riourikide. Fille de Boris Alexandrovitch de Tver. - Mère d'Ivan Ivanovitch.                                                           |
|          | Sophie Paléologue Софья Фоминична Палеолог (1455 - 7 avril 1503)                     | - Ivan III de Moscou (mariage le 12 novembre 1472)      | - Grande-princesse de Moscou (12 novembre 1472 - 7 avril 1503)                                       | - Princesse de la Dynastie Paléologue. Fille de Thomas Paléologue et de Catherine Zaccaria. - Mère d'Hélène de Moscou et de Vassili III de Moscou. |
|          | Solomonia Sabourova Соломония Юрьевна Сабурова (1490 - 18 décembre 1542)             | - Vassili III de Moscou (mariage le 4 septembre 1505)   | - Grande-princesse de Moscou (6 novembre 1505 - novembre 1525)                                       | - Princesse riourikide. Fille de Iouri Konstantinovitch Sabourov.                                                                                  |
|          | Hélèna Glinska Елена Васильевна Глинская (1506/07 - 4/13 avril 1538)                 | - Vassili III de Moscou (mariage le 21 janvier 1526)    | - Grande-princesse de Moscou (21 janvier 1526 - 3 décembre 1533) - Régente de Moscovie (1533-1538)   | - Princesse de la famille Glinski. Fille de Vassili Glinski et d'Anna Jakšić. - Mère d'Ivan le Terrible.                                           |

### Tsarines de Russie (1547-1598)
| Portrait | Nom (dates)                                    | Époux                                             | Titres | Eléments biographiques |
| -------- | ---------------------------------------------- | ------------------------------------------------- | --- | --- |
|          | Anastasia Romanovna (1530 - 7 août 1560)       | - Ivan le Terrible (mariage le 7 février 1547)    | - Tsarine de Russie (7 février 1547 - 7 août 1560)                                                                   | - Princesse de la Maison Romanov. Fille de Roman Zakharine-Iourev et de Ouliana Ivanovna. - Mère de Dimitri Ivanovitch, d'Ivan Ivanovitch et de Fédor Ier. |
|          | Maria Temrioukovna (1544 - 1er septembre 1569) | - Ivan le Terrible (mariage le 21 août 1561)      | - Tsarine de Russie (21 août 1561 - 1er septembre 1569)                                                              | - Fille d'Idarov Temriouk. |
|          | Marfa Sobakina (1552 - 13 novembre 1571)       | - Ivan le Terrible (mariage le 28 octobre 1571)   | - Tsarine de Russie (28 octobre 1571 - 13 novembre 1571)                                                             | - Fille de Vassili Sobakine. |
|          | Anna Koltovskaïa (? - 5 avril 1626)            | - Ivan le Terrible (mariage le 28 avril 1572)     | - Tsarine de Russie (28 avril 1572 - 1574)                                                                           | - Fille d'Ivan Koltovski. |
|          | Anna Vassiltchikova (? - 1576/77)              | - Ivan le Terrible (mariage en janvier 1575)      | - Tsarine de Russie (janvier 1575 - 1576/77)                                                                         | |
|          | Vassilissa Melentieva (? - 1579)               | - Ivan le Terrible (mariage en 1579)              | - Tsarine de Russie (1579)                                                                                           | |
|          | Maria Dolgoroukaïa (? - 1580)                  | - Ivan le Terrible (mariage en 1580)              | - Tsarine de Russie (1580)                                                                                           | - Princesse de la Famille Dolgoroukov. |
|          | Maria Fiodorovna Nagaïa (? - 1610)             | - Ivan le Terrible (mariage en septembre 1580/81) | - Tsarine de Russie (septembre 1580/81 - 18 mars 1584)                                                               | - Fille de Fiodor Fiodorovitch Nagoï. - Mère de Dimitri Ivanovitch.                                                                                        |
|          | Irina Godounova (1557 - 29 octobre 1603)       | - Fédor Ier (mariage en 1580)                     | - Tsarine consort de Russie (18 mars 1584 - 21 février 1598) - Tsarine de Russie (26 janvier 1598 - 21 février 1598) | - Princesse de la Dynastie Godounov. Fille de Feodor Ivanovitch Godounov et de Stepanida Ivanovna.                                                         |

## Temps des troubles (1598-1610)
| Portrait | Nom (dates)                                            | Époux                                                                          | Titres                                                  | Eléments biographiques                                     |
| -------- | ------------------------------------------------------ | ------------------------------------------------------------------------------ | ------------------------------------------------------- | ---------------------------------------------------------- |
|          | Maria Malyouta-Skouratov (? - 10 juin 1605)            | - Boris Godounov (mariage en 1570/71)                                          | - Tsarine de Russie (7 janvier 1598 - 10 juin 1605)     | - Fille de Maliouta Skouratov. - Mère de Fédor II.         |
|          | Marina Mniszek (1588 - 24 décembre 1614)               | - Faux Dimitri (mariage le 8 mai 1606) - Second faux Dimitri (mariage en 1608) | - Tsarine de Russie (8 mai 1606 - 17 mai 1606)          | - Fille de Jerzy Mniszech et de Jadviga Tarlo.             |
|          | Maria Ekaterina Bugnosova-Rostovskaia (1586/90 - 1626) | - Vassili IV Chouiski (mariage le 17 janvier 1608)                             | - Tsarine de Russie (17 janvier 1608 - 27 juillet 1610) | - Fille de Piotr Buynosov-Rostovskiy et de Maria Ivanovna. |

## Maison Romanov (1613-1762)

### Tsarines de Russie (1613-1721)
| Portrait | Nom (dates)                                              | Époux | Titres | Eléments biographiques |
| -------- | -------------------------------------------------------- | --- | --- | --- |
|          | Maria Vladimirovna Dolgoroukova (1601 - 17 janvier 1625) | - Michel Ier de Russie (mariage le 19 septembre 1624)                                                                                         | - Tsarine de Russie (19 septembre 1624 - 17 janvier 1625) | - Princesse de la Famille Dolgoroukov. Fille de Vladimir Timofeïevitch Dolgoroukov et de Maria Vassilievna Barbachine-Chouiski.                                                   |
|          | Eudoxie Strechnieva (1608 - 18 août 1645)                | - Michel Ier de Russie (mariage le 5 février 1626)                                                                                            | - Tsarine de Russie (5 février 1626 - 12 juillet 1645) | - Fille de Lukyan Stepanovitch Strechniev et d'Anna Constantinovna Volkonskaïa. - Mère d'Irène Romanov et d'Alexis Ier de Russie.                                                 |
|          | Maria Miloslavskaïa (11 avril 1624 - 13 mars 1669)       | - Alexis Ier de Russie (mariage le 26 janvier 1648)                                                                                           | - Tsarine de Russie (26 janvier 1648 - 13 mars 1669) | - Fille d'Ilya Miloslavski et d' Ekaterina Fedorovna Miloslavskaya. - Mère de Sophia Alexeïevna de Russie, de Fédor III de Russie et d'Ivan V de Russie.                          |
|          | Natalia Narychkina (1er septembre 1651 - 4 février 1694) | - Alexis Ier de Russie (mariage le 1er février 1671)                                                                                          | - Tsarine de Russie (1er février 1671 - 29 janvier 1676) - Régente de Russie (1682)                                                                                        | - Princesse de la Famille Narychkine. Fille de Kirill Poliektovitch Narychkine et d'Anna Leontievna Narychkina. - Mère de Pierre Ier le Grand et de Natalia Alexeïevna de Russie. |
|          | Agaphia Grouchetskaïa (1663 - 24 juillet 1681)           | - Fédor III de Russie (mariage le 18 juillet 1680)                                                                                            | - Tsarine de Russie (18 juillet 1680 - 24 juillet 1681) | - Fille de Semion Féodorovitch Grouchetski et de Maria Ivanovna Zaborovskaïa. |
|          | Martha Apraxina (1664 - 11 janvier 1716)                 | - Fédor III de Russie (mariage le 24 février 1682)                                                                                            | - Tsarine de Russie (24 février 1682 - 7 mai 1682) | - Princesse de la Famille Apraxine. Fille de Matvey Apraxine et de Domna Bogdanovna Lovchikova.                                                                                   |
|          | Prascovia Saltykova (12 octobre 1664 - 13 octobre 1723)  | - Ivan V de Russie (mariage le 9 janvier 1684)                                                                                                | - Tsarine de Russie (9 janvier 1684 - 8 février 1696) | - Fille de Féodor Petrovich Saltykov et d'Anna Mikhailovna Tatichtcheva. - Mère de Catherine Ivanovna de Russie et d'Anne Ivanovna de Russie.                                     |
|          | Eudoxie Lopoukhine (9 août 1669 - 7 septembre 1731)      | - Pierre Ier le Grand (mariage le 6 février 1689)                                                                                             | - Tsarine de Russie (6 février 1689 - 1698) | - Mère d'Alexis Petrovitch de Russie. |
|          | Catherine Ire de Russie (15 avril 1684 - 17 mai 1727)    | - Johan Cruse (mariage en 1702) - Pierre Ier le Grand (mariage secret entre le 23 octobre et le 1er septembre 1707, mariage officiel en 1712) | - Tsarine (19 février 1712 - 22 octobre 1721) puis impératrice consort (22 octobre 1721 - 8 février 1725) de Russie - Impératrice de Russie (8 février 1725 - 17 mai 1727) | - Fille de Samuil Skavronsky et d'Élisabeth Moritz. - Mère d'Anna Petrovna de Russie et d'Élisabeth Petrovna de Russie.                                                           |

### Impératrice de Russie (1721-1762)
| Portrait | Nom                                                   | Époux | Titres | Eléments biographiques                                                                                                  |
| -------- | ----------------------------------------------------- | --- | --- | --- |
|          | Catherine Ire de Russie (15 avril 1684 - 17 mai 1727) | - Johan Cruse (mariage en 1702, mort huit jours plus tard) - Pierre Ier le Grand (mariage secret entre le 23 octobre et le 1er septembre 1707, mariage officiel en 1712) | - Tsarine (19 février 1712 - 22 octobre 1721) puis impératrice consort (22 octobre 1721 - 8 février 1725) de Russie - Impératrice de Russie (8 février 1725 - 17 mai 1727) | - Fille de Samuil Skavronsky et d'Élisabeth Moritz. - Mère d'Anna Petrovna de Russie et d'Élisabeth Petrovna de Russie. |

## Maison de Holstein-Gottorp-Romanov (1762-1917)
| Portrait | Nom (dates                                                                       | Époux                                                    | Titres | Eléments biographiques | Armoiries |
| -------- | -------------------------------------------------------------------------------- | -------------------------------------------------------- | --- | --- | --------- |
|          | Catherine II de Russie née Sophie d'Anhalt-Zerbst (2 mai 1729 - 6 novembre 1796) | - Pierre III de Russie (mariage le 21 août 1745)         | - Tsarevna et grande-duchesse de Russie, duchesse de Holstein-Gottorp (21 août 1745 - 5 janvier 1762) - Impératrice consort de Russie (5 janvier 1762 - 17 juillet 1762) - Impératrice de Russie (17 juillet 1762 - 6 novembre 1796)                                                                                        | - Princesse de la Maison d'Ascanie. Fille de Christian-Auguste d'Anhalt-Zerbst et de Jeanne-Élisabeth de Holstein-Gottorp. - Mère de Paul Ier de Russie et d'Alexeï Grigorievitch Bobrinski. |           |
|          | Sophie-Dorothée de Wurtemberg (25 octobre 1759 - 5 novembre 1828)                | - Paul Ier de Russie (mariage le 26 septembre 1776)      | - Tsarevna et grande-duchesse de Russie (26 septembre 1776 - 6 novembre 1796) - Impératrice de Russie (6 novembre 1796 - 24 mars 1801) | - Princesse de la Maison de Wurtemberg. Fille de Frédéric-Eugène de Wurtemberg et de Frédérique-Dorothée de Brandebourg-Schwedt. - Mère d'Alexandre Ier de Russie, de Constantin Pavlovitch de Russie, d'Alexandra Pavlovna de Russie, d'Hélène Pavlovna de Russie, de Marie Pavlovna de Russie, de Catherine Pavlovna de Russie, d'Olga Pavlovna de Russie, d'Anna Pavlovna de Russie, de Nicolas Ier de Russie et de Michel Pavlovitch de Russie. |           |
|          | Louise de Bade (24 janvier 1779 - 16 mai 1826)                                   | - Alexandre Ier de Russie (mariage le 28 septembre 1793) | - Grande-duchesse de Russie (28 septembre 1793 - 6 novembre 1796) - Tsarevna et grande-duchesse de Russie (6 novembre 1796 - 23 mars 1801) - Impératrice de Russie (24 mars 1801 - 1er décembre 1825) - Grande-duchesse de Finlande (29 mars 1809 - 1er décembre 1825) - Reine de Pologne (9 juin 1815 - 1er décembre 1825) | - Princesse de la Maison de Zähringen. Fille de Charles-Louis de Bade et d'Amélie de Hesse-Darmstadt. |           |
|          | Charlotte de Prusse (13 juillet 1798 - 1er novembre 1860)                        | - Nicolas Ier de Russie (mariage le 13 juillet 1817)     | - Grande-duchesse de Russie (13 juillet 1817 - 1er décembre 1825) - Impératrice de Russie, reine de Pologne et grande-duchesse de Finlande (1er décembre 1825 - 2 mars 1855) | - Princesse de la Maison de Hohenzollern. Fille de Frédéric-Guillaume III de Prusse et de Louise de Mecklembourg-Strelitz. - Mère d'Alexandre II de Russie, de Marie Nikolaïevna de Russie, d'Olga Nikolaïevna de Russie, d'Alexandra Nikolaïevna de Russie, de Constantin Nikolaïevitch de Russie, de Nicolas Nikolaïevitch de Russie et de Michel Nikolaïevitch de Russie.                                                                        |           |
|          | Marie de Hesse-Darmstadt (8 août 1824 - 3 juin 1880)                             | - Alexandre II de Russie (mariage le 16 avril 1841)      | - Tsarevna et grande-duchesse de Russie (16 avril 1841 - 2 mars 1855) - Impératrice de Russie, reine de Pologne et grande-duchesse de Finlande (2 mars 1855 - 3 juin 1880) | - Princesse de la Maison de Hesse. Fille de Louis II de Hesse et de Wilhelmine de Bade. - Mère d'Alexandra Alexandrovna de Russie, de Nicolas Alexandrovitch de Russie, d'Alexandre III de Russie, de Vladimir Alexandrovitch de Russie, d'Alexis Alexandrovitch de Russie, de Maria Alexandrovna de Russie, de Serge Alexandrovitch de Russie et de Paul Alexandrovitch de Russie.                                                                 |           |
|          | Dagmar de Danemark (26 novembre 1847 - 13 octobre 1928)                          | - Alexandre III de Russie (mariage le 9 novembre 1866)   | - Tsarevna et grande-duchesse de Russie (9 novembre 1866 - 13 mars 1881) - Impératrice de Russie, reine de Pologne et grande-duchesse de Finlande (13 mars 1881 - 1er novembre 1894) | - Princesse de la Maison de Glücksbourg. Fille de Christian IX de Danemark et de Louise de Hesse-Cassel. - Mère de Nicolas II de Russie, d'Alexandre Alexandrovitch de Russie, de Georges Aleksandrovitch de Russie, de Xenia Alexandrovna de Russie, de Michel Alexandrovitch de Russie et d'Olga Alexandrovna de Russie. |           |
|          | Alix de Hesse-Darmstadt (6 juin 1872 - 17 juillet 1918)                          | - Nicolas II de Russie (mariage le 26 novembre 1894)     | - Impératrice de Russie et grande-duchesse de Finlande (26 novembre 1894 - 15 mars 1917) - Reine de Pologne (26 novembre 1894 - 1916) | - Princesse de la Maison de Hesse. Fille de Louis IV de Hesse et d'Alice du Royaume-Uni. - Mère d'Olga Nikolaïevna de Russie, de Tatiana Nikolaïevna de Russie, de Maria Nikolaïevna de Russie, d'Anastasia Nikolaïevna de Russie et d'Alexis Nikolaïevitch de Russie. |           |

## Sources
- (en) Rulers of Russia